# Thank U, Next (album)
Thank U, Next (gestileerd in onderkast) is het vijfde studioalbum van de Amerikaanse zangeres Ariana Grande. De gelijknamige single werd op 3 november 2018 uitgebracht, wat Grandes eerste single op de nummer één van de Billboard Hot 100 werd al bij de lancering. Op 25 januari 2019 volgde de vooruitbestelling. Twee weken later, 8 februari, kwam het album effectief uit.

## Singles
Na een paar dagen op Twitter en andere sociale media een paar hints te geven, bracht Grande op 3 november 2018, toch nog geheel onverwachts, de eerste single "thank u, next" uit. In de videoclip maakt ze referenties aan de films Mean Girls, 13 going on 30, Legally Blonde en Bring It On. Op 18 januari 2019 bracht ze nog een single uit die op het album kwam te staan, genaamd "7 rings". Op 8 februari bracht ze de derde single "Break Up, with Your Girlfriend, I'm Bored" uit. Dit was gelijktijdig met de release van het album zelf.
De eerste promotiesingle gaf ze op 14 december 2018 vrij, getiteld "imagine".

## Promotie

### Tour
Op 25 oktober 2018 kondigde Grande de Sweetener World Tour aan. De tour zou twee studioalbums promoten: Thank U, Next en Sweetener. Op de setlist van de tournee werden enkel "imagine" en "ghostin" van dit album niet gezongen. Daarnaast wordt "in my head" niet live gebracht, maar als vooraf opgenomen intermezzo. De tournee liep tot in het najaar van 2019, met verschillende shows in Noord-Amerika en Europa.

## Tracklist

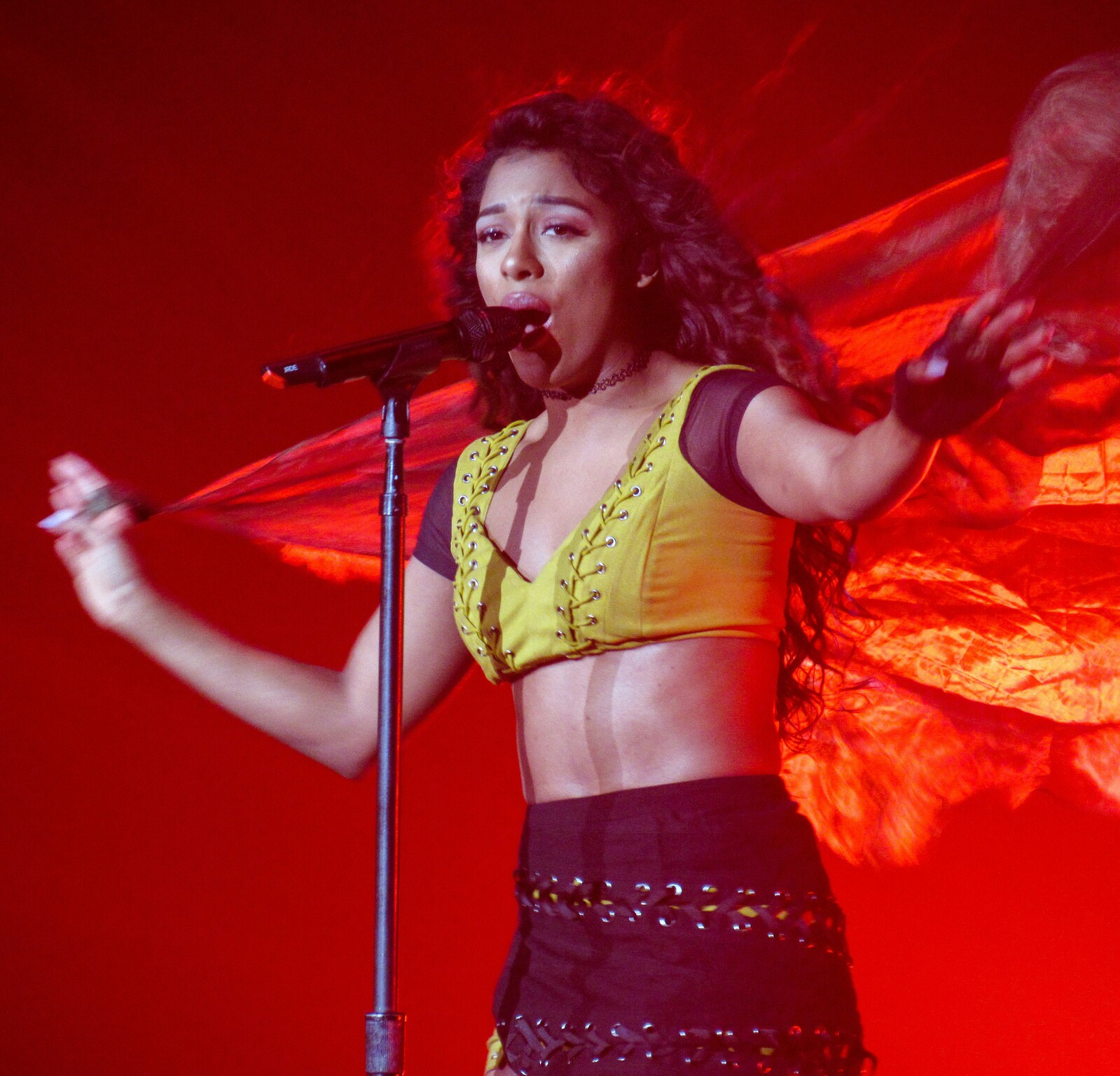
Victoria Monét schreef mee aan vele nummers van het album.

In de videoclip van "breathin" waren er heel vluchtig al enkele titels weergegeven voor haar nieuwe album, waaronder "imagine", "needy" en "remember". Die laatste werd uiteindelijk uit de tracklist gehaald. Via het Instagramaccount van haar vorige album, Sweetener, toonde ze op 22 januari de volledige tracklist. Deze bestaat uit twaalf nummers. De dag erna gaf ze de albumhoes vrij.
Dit is het eerste album waar ze geen nummers met andere artiesten heeft, wat waarschijnlijk te wijten is aan het feit dat het is gemaakt en uitgebracht op een tijdspanne van slechts zes maanden. Enkel haar beste vriendinnen en tevens zangeressen Victoria Monét en Tayla Parx waren te horen als backing vocals.
Songwriter Victoria Monét vertelde dat er wel negen nummers in één week werden geschreven. Monét schreef mee aan zes nummers van het album waaronder "ghostin". Dit nummer was het eerste nummer dat ze schreven voor het album, maar ook hetgene waar ze het langst over deden. Grande voegde later toe dat ze het nummer normaal gezien niet op het album zou hebben gezet, omdat het een grote, emotionele betekenis heeft voor haar. Dit was al het geval bij de geschrapte "remember". Manager Scooter Braun had haar echter overhaald om "ghostin" toch te laten staan, hoewel zij meermaals had gesmeekt om het eraf te halen.
| Nr.                | Titel                                      | Schrijver(s) | Producent(en)                     | Duur |
| ------------------ | ------------------------------------------ | --- | --------------------------------- | ---- |
| 1.                 | "imagine"                                  | Ariana Grande, Andrew Wansel, Nathan Perez, Priscilla Renea en Jameel Roberts                                                 | Pop Wansel, Happy Perez           | 3:32 |
| 2.                 | "needy"                                    | Grande, Tommy Brown, Victoria Monét en Tayla Parx                                                                             | Brown                             | 2:52 |
| 3.                 | "NASA"                                     | Grande, Brown, Charles Anderson, Monét en Parx                                                                                | Brown, Anderson                   | 3:02 |
| 4.                 | "bloodline"                                | Grande, Max Martin, Ilya Salmanzadeh, Savan Kotecha                                                                           | Martin, Ilya                      | 3:37 |
| 5.                 | "fake smile"                               | Grande, Wansel, Perez, Renea, Kennedi Lykken, Justin Tranter, Joseph W. Frierson, Mary Lou Frierson                           | Pop Wansel, Happy Perez           | 3:29 |
| 6.                 | "bad idea"                                 | Grande, Martin, Salmanzadeh en Kotecha                                                                                        | Martin, Ilya                      | 4:27 |
| 7.                 | "make up"                                  | Grande, Brown, Parx, Monét en Brian Malik Baptiste                                                                            | Brown, Baptiste                   | 2:21 |
| 8.                 | "ghostin"                                  | Grande, Martin, Monét, Salmanzadeh en Kotecha                                                                                 | Martin, Ilya                      | 4:31 |
| 9.                 | "in my head"                               | Grande, Brittany Chi Coney, Denisia Andrews, Wansel, Perez, Lindel Deon Nelson Jr en Roberts                                  | Pop Wansel, Happy Perez, NOVA Wav | 3:43 |
| 10.                | "7 rings"                                  | Grande, Brown, Anderson, Michael Foster, Monét, Parx, Njomza Vitia, Richard Rodgers, Oscar Hammerstein, IIKimberly en Krysiuk | Brown, Anderson, Foster           | 2:59 |
| 11.                | "thank u, next"                            | Grande, Brown, Foster, Anderson, Parx, Monét, Vitia en Krysiuk                                                                | Brown, Foster, Anderson           | 3:27 |
| 12.                | "break up with your girlfriend, i'm bored" | Grande, Martin, Salmanzadeh, Kotecha, Kandi Burruss en Kevin Briggs                                                           | Martin, Ilya                      | 3:10 |
| Totale duur: 41:17 |                                            | |                                   |      |

## Hitnoteringen

### NederlandseAlbum Top 100
| Hitnotering: 16-02-2019 t/m 29-06-2019 | Hitnotering: 16-02-2019 t/m 29-06-2019 | Hitnotering: 16-02-2019 t/m 29-06-2019 | Hitnotering: 16-02-2019 t/m 29-06-2019 | Hitnotering: 16-02-2019 t/m 29-06-2019 | Hitnotering: 16-02-2019 t/m 29-06-2019 | Hitnotering: 16-02-2019 t/m 29-06-2019 | Hitnotering: 16-02-2019 t/m 29-06-2019 | Hitnotering: 16-02-2019 t/m 29-06-2019 | Hitnotering: 16-02-2019 t/m 29-06-2019 | Hitnotering: 16-02-2019 t/m 29-06-2019 | Hitnotering: 16-02-2019 t/m 29-06-2019 | Hitnotering: 16-02-2019 t/m 29-06-2019 | Hitnotering: 16-02-2019 t/m 29-06-2019 | Hitnotering: 16-02-2019 t/m 29-06-2019 | Hitnotering: 16-02-2019 t/m 29-06-2019 | Hitnotering: 16-02-2019 t/m 29-06-2019 | Hitnotering: 16-02-2019 t/m 29-06-2019 | Hitnotering: 16-02-2019 t/m 29-06-2019 | Hitnotering: 16-02-2019 t/m 29-06-2019 | Hitnotering: 16-02-2019 t/m 29-06-2019 | Hitnotering: 16-02-2019 t/m 29-06-2019 |
| Week:                                  | 1                                      | 2                                      | 3                                      | 4                                      | 5                                      | 6                                      | 7                                      | 8                                      | 9                                      | 10                                     | 11                                     | 12                                     | 13                                     | 14                                     | 15                                     | 16                                     | 17                                     | 18                                     | 19                                     | 20                                     |                                        |
| -------------------------------------- | -------------------------------------- | -------------------------------------- | -------------------------------------- | -------------------------------------- | -------------------------------------- | -------------------------------------- | -------------------------------------- | -------------------------------------- | -------------------------------------- | -------------------------------------- | -------------------------------------- | -------------------------------------- | -------------------------------------- | -------------------------------------- | -------------------------------------- | -------------------------------------- | -------------------------------------- | -------------------------------------- | -------------------------------------- | -------------------------------------- | -------------------------------------- |
| Positie:                               | 2                                      | 2                                      | 2                                      | 3                                      | 4                                      | 4                                      | 4                                      | 5                                      | 5                                      | 6                                      | 7                                      | 12                                     | 10                                     | 12                                     | 14                                     | 12                                     | 13                                     | 15                                     | 18                                     | 19                                     | uit                                    |

### VlaamseUltratop 200 Albums
| Hitnotering: 16-02-2019 t/m 07-05-2021 15-05-2021 t/m | Hitnotering: 16-02-2019 t/m 07-05-2021 15-05-2021 t/m | Hitnotering: 16-02-2019 t/m 07-05-2021 15-05-2021 t/m | Hitnotering: 16-02-2019 t/m 07-05-2021 15-05-2021 t/m | Hitnotering: 16-02-2019 t/m 07-05-2021 15-05-2021 t/m | Hitnotering: 16-02-2019 t/m 07-05-2021 15-05-2021 t/m | Hitnotering: 16-02-2019 t/m 07-05-2021 15-05-2021 t/m | Hitnotering: 16-02-2019 t/m 07-05-2021 15-05-2021 t/m | Hitnotering: 16-02-2019 t/m 07-05-2021 15-05-2021 t/m | Hitnotering: 16-02-2019 t/m 07-05-2021 15-05-2021 t/m | Hitnotering: 16-02-2019 t/m 07-05-2021 15-05-2021 t/m | Hitnotering: 16-02-2019 t/m 07-05-2021 15-05-2021 t/m | Hitnotering: 16-02-2019 t/m 07-05-2021 15-05-2021 t/m | Hitnotering: 16-02-2019 t/m 07-05-2021 15-05-2021 t/m | Hitnotering: 16-02-2019 t/m 07-05-2021 15-05-2021 t/m | Hitnotering: 16-02-2019 t/m 07-05-2021 15-05-2021 t/m | Hitnotering: 16-02-2019 t/m 07-05-2021 15-05-2021 t/m | Hitnotering: 16-02-2019 t/m 07-05-2021 15-05-2021 t/m | Hitnotering: 16-02-2019 t/m 07-05-2021 15-05-2021 t/m | Hitnotering: 16-02-2019 t/m 07-05-2021 15-05-2021 t/m | Hitnotering: 16-02-2019 t/m 07-05-2021 15-05-2021 t/m |
| Week:                                                 | 1                                                     | 2                                                     | 3                                                     | 4                                                     | 5                                                     | 6                                                     | 7                                                     | 8                                                     | 9                                                     | 10                                                    | 11                                                    | 12                                                    | 13                                                    | 14                                                    | 15                                                    | 16                                                    | 17                                                    | 18                                                    | 19                                                    | 20                                                    |
| ----------------------------------------------------- | ----------------------------------------------------- | ----------------------------------------------------- | ----------------------------------------------------- | ----------------------------------------------------- | ----------------------------------------------------- | ----------------------------------------------------- | ----------------------------------------------------- | ----------------------------------------------------- | ----------------------------------------------------- | ----------------------------------------------------- | ----------------------------------------------------- | ----------------------------------------------------- | ----------------------------------------------------- | ----------------------------------------------------- | ----------------------------------------------------- | ----------------------------------------------------- | ----------------------------------------------------- | ----------------------------------------------------- | ----------------------------------------------------- | ----------------------------------------------------- |
| Positie:                                              | 1                                                     | 1                                                     | 4                                                     | 7                                                     | 9                                                     | 8                                                     | 6                                                     | 9                                                     | 14                                                    | 12                                                    | 11                                                    | 16                                                    | 21                                                    | 15                                                    | 17                                                    | 22                                                    | 24                                                    | 27                                                    | 26                                                    | 24                                                    |
| Week:                                                 | 21                                                    | 22                                                    | 23                                                    | 24                                                    | 25                                                    | 26                                                    | 27                                                    | 28                                                    | 29                                                    | 30                                                    | 31                                                    | 32                                                    | 33                                                    | 34                                                    | 35                                                    | 36                                                    | 37                                                    | 38                                                    | 39                                                    | 40                                                    |
| Positie:                                              | 29                                                    | 41                                                    | 34                                                    | 30                                                    | 32                                                    | 41                                                    | 24                                                    | 21                                                    | 17                                                    | 13                                                    | 23                                                    | 33                                                    | 34                                                    | 34                                                    | 34                                                    | 42                                                    | 41                                                    | 56                                                    | 43                                                    | 62                                                    |
| Week:                                                 | 41                                                    | 42                                                    | 43                                                    | 44                                                    | 45                                                    | 46                                                    | 47                                                    | 48                                                    | 49                                                    | 50                                                    | 51                                                    | 52                                                    | 53                                                    | 54                                                    | 55                                                    | 56                                                    | 57                                                    | 58                                                    | 59                                                    | 60                                                    |
| Positie:                                              | 58                                                    | 73                                                    | 65                                                    | 52                                                    | 65                                                    | 69                                                    | 67                                                    | 54                                                    | 47                                                    | 55                                                    | 59                                                    | 53                                                    | 68                                                    | 74                                                    | 65                                                    | 57                                                    | 95                                                    | 68                                                    | 64                                                    | 58                                                    |
| Week:                                                 | 61                                                    | 62                                                    | 63                                                    | 64                                                    | 65                                                    | 66                                                    | 67                                                    | 68                                                    | 69                                                    | 70                                                    | 71                                                    | 72                                                    | 73                                                    | 74                                                    | 75                                                    | 76                                                    | 77                                                    | 78                                                    | 79                                                    | 80                                                    |
| Positie:                                              | 57                                                    | 62                                                    | 55                                                    | 61                                                    | 72                                                    | 62                                                    | 75                                                    | 68                                                    | 69                                                    | 55                                                    | 49                                                    | 81                                                    | 82                                                    | 59                                                    | 115                                                   | 91                                                    | 87                                                    | 86                                                    | 78                                                    | 83                                                    |
| Week:                                                 | 81                                                    | 82                                                    | 83                                                    | 84                                                    | 85                                                    | 86                                                    | 87                                                    | 88                                                    | 89                                                    | 90                                                    | 91                                                    | 92                                                    | 93                                                    | 94                                                    | 95                                                    | 96                                                    | 97                                                    | 98                                                    | 99                                                    | 100                                                   |
| Positie:                                              | 64                                                    | 71                                                    | 108                                                   | 100                                                   | 93                                                    | 112                                                   | 142                                                   | 103                                                   | 103                                                   | 86                                                    | 86                                                    | 89                                                    | 109                                                   | 111                                                   | 99                                                    | 124                                                   | 141                                                   | 109                                                   | 86                                                    | 69                                                    |
| Week:                                                 | 101                                                   | 102                                                   | 103                                                   | 104                                                   | 105                                                   | 106                                                   | 107                                                   | 108                                                   | 109                                                   | 110                                                   | 111                                                   | 112                                                   | 113                                                   | 114                                                   | 115                                                   | 116                                                   |                                                       | 117                                                   | 118                                                   | 119                                                   |
| Positie:                                              | 86                                                    | 106                                                   | 97                                                    | 93                                                    | 95                                                    | 117                                                   | 140                                                   | 135                                                   | 135                                                   | 120                                                   | 122                                                   | 117                                                   | 73                                                    | 108                                                   | 115                                                   | 165                                                   | uit                                                   | 118                                                   | 100                                                   | 189                                                   |
| Week:                                                 | 120                                                   |                                                       | 121                                                   |                                                       |                                                       |                                                       |                                                       |                                                       |                                                       |                                                       |                                                       |                                                       |                                                       |                                                       |                                                       |                                                       |                                                       |                                                       |                                                       |                                                       |
| Positie:                                              | 125                                                   | uit                                                   |                                                       |                                                       |                                                       |                                                       |                                                       |                                                       |                                                       |                                                       |                                                       |                                                       |                                                       |                                                       |                                                       |                                                       |                                                       |                                                       |                                                       |                                                       |